# 펜로즈의 계단

펜로즈 계단

펜로즈의 계단(Penrose stairs)는 라이오넬 펜로즈와 아들 로저 펜로즈가 고안한 작품이다.
펜로즈 삼각형의 파생형 중 하나로 90도씩 구부러져 영원히 상승하는 것을 계속해서 높은 곳에 갈 수 없는 계단을 2차원으로 그린 것이다. 3차원에서 실현하는 것은 불가능하며, 왜곡의 역설을 이용한 2차원으로만 표현할 수 있다.
마우리츠 코르넬리스 에셔의 석판화 “상승과 하강”(Ascending and Descending) 속에서 수도원의 계단을 몇몇 수도사가 올라가는 그림으로 그려져 있다. 이 계단은 ‘불가능한 도형의 아버지’로 불리는 스웨덴의 화가 오스카 로이테르 발트도 발견했지만 펜로즈와 에셔는 그 사실을 몰랐다. 음향적으로는 무한음계와도 같은 구조이다.

## 같이 보기
- 셰퍼드 음